# Armorial des municipalités de Lituanie
- il comporte peu ou pas de sources.
- certaines figures ne sont pas accompagnées de leur blasonnement.
- certaines figures sont encore dans un format bitmap et doivent être vectorisées.

| Image | Nom de la municipalité et blasonnement |
| ----- | -------------------------------------- |
|       | District d'Akmene                      |
|       | District d'Alytus-ville                |
|       | District d'Alytus                      |